# Tkanina

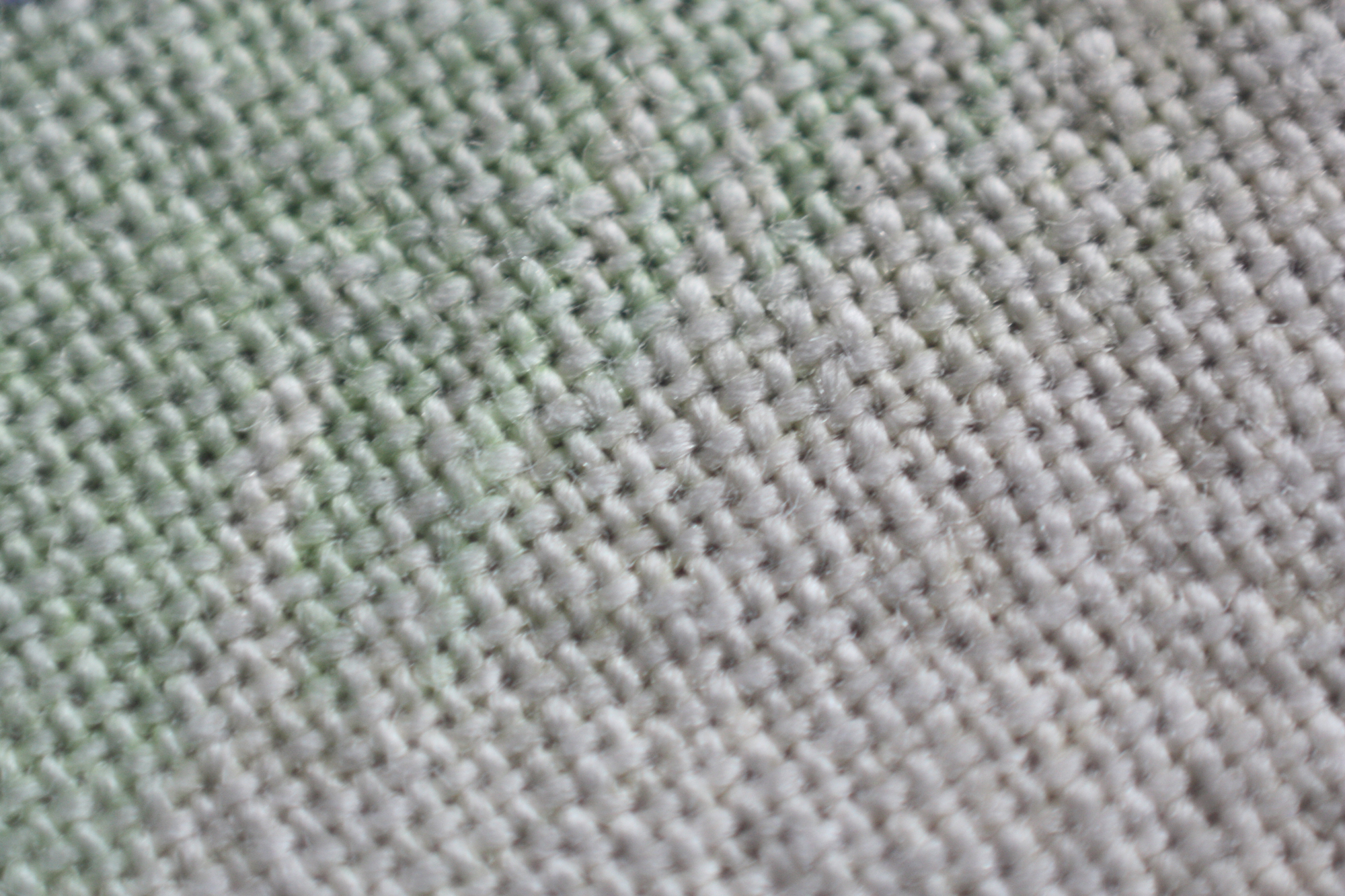
Tkanina

Tkanina – wyrób włókienniczy płaski powstający w wyniku przeplatania ze sobą (według założonego splotu) wzajemnie prostopadłych układów nitek osnowy i wątku.
Proces wytwarzania tkaniny nazywa się tkaniem i wykonywany jest na krosnach tkackich (ręcznych lub mechanicznych). Półproduktem do produkcji tkanin jest przędza tkacka.

## Historia
Pierwsze wyroby przypominające tkaninę tworzono już przed ośmioma tysiącami lat. Nie były to tkaniny w dzisiejszym rozumieniu, ponieważ składały się z luźno splecionych ze sobą włókien, traw, pasków skór zwierzęcych, cienkich gałęzi czy pnączy. Powstawały w ten sposób plecionki, strukturą przypominające tkaniny. Były to wyroby o ograniczonych i najczęściej niewielkich wymiarach. Tkanina lniana, w wyrafinowanej formie, bardzo cienka, przejrzysta, miała swój początek w starożytnym Egipcie w okresie Starego Państwa ok. XXVII–XXII wiek p.n.e. Zachowało się wiele malowideł i zapisów o produkcji lnu i jego wykorzystaniu przez starożytnych Egipcjan. Dopiero opanowanie techniki skręcania włókien na mokro (przędze mokroprzędne) zapoczątkowało przemysłowe wytwarzanie tkanin lnianych.

## Struktura tkaniny

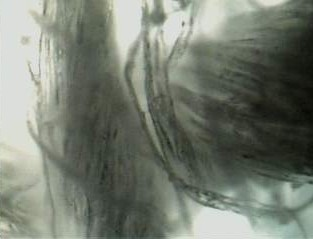
Przeplot nitek w tkaninie – widok mikroskopowy, powiększenie 100x

Tkaniny, w odróżnieniu od pozostałych typów płaskich wyrobów włókienniczych, powstają zawsze z dwóch układów nitek – osnowy i wątku. Połączenie tych dwóch układów według określonego porządku (splotu) tworzy strukturę tkaniny. Właściwości nitek osnowy i wątku wpływają na właściwości wytworzonej z nich tkaniny.
Zatem podstawowe parametry struktury tkaniny to:
1. Splot tkacki – wpływa na wygląd i przeznaczenie tkaniny. Możliwość łączenia splotów powoduje, że otrzymuje się olbrzymią liczbę rozwiązań splotowych tkanin o różnym przeznaczeniu.
2. Liczność (gęstość) osnowy i wątku – wpływa na elastyczność i przepuszczalność tkaniny.
3. Wrobienie osnowy i wątku – w tkaninie nitki osnowy i wątku oplatają nitki układu przeciwnego, tworząc linię falistą. Wskutek tego długość nitki osnowy w 1 metrze tkaniny jest nieco większa niż 1 metr, a długość pojedynczego wątku jest większa niż szerokość tkaniny. Różnica ta zależy od splotu tkackiego, liczności nitek osnowy i wątku, grubości nitek oraz techniki wytwarzania. Stosunek tej różnicy do pozornej długości sfalowanej nitki w tkaninie wyrażony w procentach określa tzw. wrobienie (osnowy lub wątku), które w większości tkanin wynosi od kilku do kilkunastu procent. W niektórych typach tkanin wrobienie nitek może osiągać nawet kilkaset procent. Wielkość wrobienia ma wpływ na elastyczność i przepuszczalność tkaniny.
4. Grubość – numer przędzy i jej rodzaj ma zasadniczy wpływ na przeznaczenie tkaniny.

Zmiana jednego lub kilku parametrów zmienia radykalnie właściwości tkaniny, takie jak grubość, masę powierzchniową (gęstość powierzchniową), elastyczność, przepuszczalność itp. Zatem dla tkaniny o określonym przeznaczeniu należy indywidualnie dobrać poszczególne parametry.

## Podział tkanin
Tkaniny można podzielić ze względu na różne kryteria:
1. Przeznaczenie użytkowe. Właściwości użytkowe tkanin są uzależnione od surowca z jakiego zostały wykonane, grubości (numeru) nitek, splotu oraz liczności osnowy i wątku. Ponieważ każdy z surowców wymaga nieco innego wyposażenia tkalni, poszczególne zakłady produkcyjne wytwarzają na ogół tylko jeden typ tkanin. Tkaniny z takich surowców jak len, konopie, bawełna można produkować przy użyciu takich samych maszyn. Natomiast tkactwo wełny lub jedwabiu wymaga innego wyposażenia zarówno tkalni, działu przygotowawczego, jak i działu wykończenia tkanin. Zatem podział tkanin według tego kryterium jest podziałem branżowym. Wyodrębniono tu asortymenty tkanin:

1. - lnianych i konopnych
    1. pościelowe
    2. bieliźniane
    3. odzieżowe
    4. stołowe (obrusowe)
    5. dekoracyjne
    6. specjalne (techniczne)

  - bawełnianych
    1. pościelowe
    2. bieliźniane
    3. odzieżowe
    4. stołowe (obrusowe)
    5. dekoracyjne
    6. specjalne (techniczne)

  - jutowych
  - wełnianych i wełnopodobnych
    1. ubraniowe
    2. płaszczowe
    3. sukienkowe
    4. kostiumowe
    5. mundurowe
    6. koce
    7. szale, chustki

  - jedwabnych
    1. pościelowe
    2. bieliźniane
    3. odzieżowe
    4. stołowe (obrusowe)
    5. dekoracyjne
2. Splot tkacki

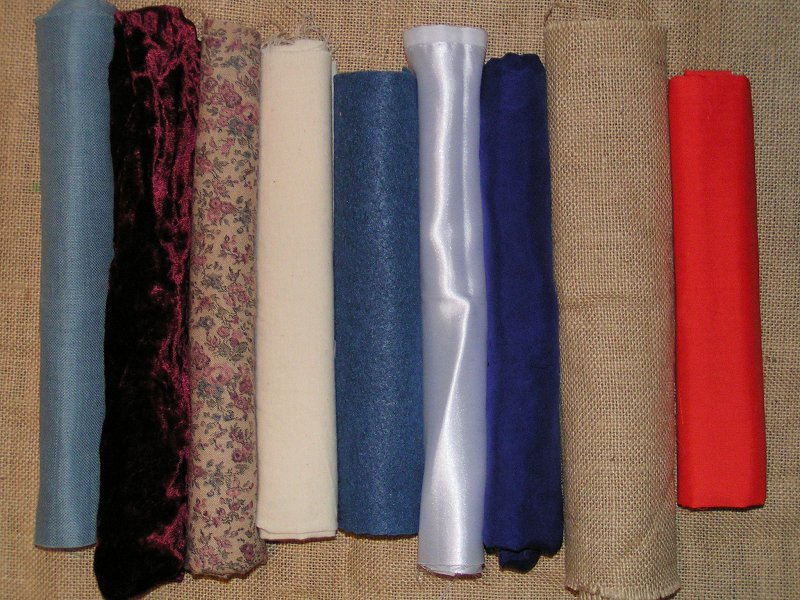
Próbki różnych tkanin

  - gładkie – wykonane w splotach zasadniczych
  - wzorzyste – tkane w splotach pochodnych od zasadniczych lub ich kombinacjach
  - żakardowe – wzorzyste, wielkoformatowe ograniczone tylko fantazją projektanta i wielkością (podziałem) maszyny żakardowej.
3. Kolorystykę:
  - jednobarwne – osnowa i wątek w tym samym kolorze. Stosowane na wyroby pościelowe
  - barwnie tkane – zastosowanie wielobarwnej osnowy pozwala uzyskać pasy podłużne, zaś wielobarwny wątek umożliwia uzyskanie na tkaninie pasów poprzecznych. Przez użycie wielobarwnej osnowy i wielobarwnego wątku uzyskujemy kraty. Zastosowanie mechanizmów nicielnicowych lub maszyny żakardowej umożliwia uzyskanie tkanin wzorzystych. Stosowane na wyroby ścierkowe, obrusy, zasłony.
  - drukowane – jednobarwnie tkane tkaniny poddawane są drukowaniu. Na tkaniny jednobarwne (białe lub szare) nakładane są jedno- lub wielobarwne wzory techniką sitodruku. Stosowane na wyroby obrusowe, ścierkowe, zasłonowe. Często przez nałożenie sitodruku „poprawia” się jakość tkaniny, przez zamaskowanie niewielkich błędów tkackich przez druk
  - barwione – tkane jako jednobarwne są poddawane barwieniu w procesie wykończenia
4. Strukturę:
  - jednowarstwowe – wygląd tkaniny po obu stronach jest podobny lub, w przypadku atłasu (atłas osnowowy), strona lewa jest negatywem strony prawej.
  - wielowarstwowe – na każdej stronie tkaniny może występować zupełnie inny wzór. Techniką tą są wykonywane na przykład kapy i grube koce
5. Fakturę zewnętrzną
  - tkaniny gładkie – obie strony tkaniny są gładkie z wyraźnie widoczną strukturą (splotem)
  - tkaniny z okrywą włosową (runową) – najczęściej jedna strona tkaniny posiada włókienną, puszystą okrywę, zasłaniającą strukturę tkaniny. Okrywę włókienną otrzymać można w trakcie tkania, np. welury lub w procesie wykończenia tkaniny, np. welury drapane (flanele, koce)
  - tkaniny z okrywą pętelkową (frotte, tkanina epinglé) – jedno- lub dwustronne, pokryte częściowo lub całkowicie (zależnie od wzoru) okrywą pętelkową. Tkaniny tego typu, zależnie od rodzaju włókien i techniki wytwarzania, stosowane są na ręczniki, płaszcze kąpielowe, zasłony, obicia mebli, narzuty.
  - tkaniny z okrywą mieszaną – fragmenty wzoru wypełnione okrywą pętelkową, a inne wypełnione runem, jedno- lub dwustronne (niektóre plusze)
  - tkaniny z reliefem – powierzchnia tkaniny jest wyraźnie wklęsło-wypukła (piki, sztruksy, gofry)

## Tkaniny artystyczne
Osobną grupę tworzą tkaniny ludowe i artystyczne. Wytwarzane najczęściej w sposób chałupniczy, ręcznie, na prostych, drewnianych warsztatach tkackich, lub nawet na drewnianych ramach przy pomocy specjalnego grzebyka lub ciężkiego widelca. Surowcem do wykonywania takich tkanin jest średnio gruba, podwójna przędza lniana lub konopna na osnowę i bardzo gruba, pojedyncza, ręcznie przędziona, przędza wełniana na wątek. Jako wątek stosuje się również ścinki tkanin, futer, łodygi traw, słomę, trzcinę, pędy bambusa, a nawet cienkie listewki drewniane. Najczęściej stosowanymi w tych tkaninach splotami tkackimi jest splot płócienny lub skośny. Wspólną cechą tych tkanin jest wzór tworzony przez barwny, nitkowany (fakturowany) wątek. Wszystkie te tkaniny rozpoczyna się i kończy odcinkiem (ok. 2 cm) tkaniny, wykonanej wątkiem z takiej samej przędzy jak osnowa. Z wolnych końców osnowy wykonuje się frędzle. Ten typ tkanin produkują również małe zakłady rzemieślnicze.
Można tu wyodrębnić:
1. Ludowe:
  - pasiaki – tkaniny o szerokości ok. 140 cm, wykonywane najczęściej chałupniczo, gdzie osnowa i wątek wykonane są z ręcznie przędzionej cienkiej wełny. Zastosowanie na wątek przędzy barwionej na różne kolory daje w efekcie tkaniny o poprzecznych pasach. Najczęściej stosowany jest splot skośny {\displaystyle {\tfrac {3\quad }{\quad 1}}.} Wzór tworzą zarówno osnowa, jak i wątek. Zastosowanie – narzuty
  - chodniki – tzw. szmaciaki, tkaniny o szerokości od 60 do 80 cm. Na bazie lnianej lub konopnej osnowy, podwójnej lub potrójnej, przeplatany jest w splocie płóciennym wątek ze ścinków starych tkanin. Kolory układane są zupełnie przypadkowo, dając mieszaninę kolorowych poprzecznych kresek, lub grupami w jednym kolorze, dając efekt poprzecznych pasów. Wzór tworzy kolorowy wątek
  - futrzaki – tkaniny o szerokości od 80 do 140 cm, osnowa lniana lub konopna, podwójna lub potrójna, wątek wykonany ze ścinków futer daje dość gruby wyrób o ciekawej kolorystyce i fakturze. Wzór tworzy puszysty wątek. Stosowane jako narzuty, dywaniki itp.
  - kapy – tkaniny wykonywane z wykorzystaniem maszyn Jacquarda, z przędzy bawełnianej (wątek) i jedwabnej (osnowa). Tkaniny o wymiarach ok. 1,8 × 2,2 m i wielkoformatowych wzorach, wielowarstwowe. Wzór tworzy barwna osnowa. Stosowane jako narzuty
  - maty – dekoracyjne tkaniny w których osnowę stanowi mocna przędza lniana, natomiast jako wątek stosuje się różne materiały takie jak słoma, trzcina, bambus lub cienkie drewniane listewki.
2. Artystyczne – kilimy płochowe i grzebyczkowe
  - sumaki – tkaniny o różnych wymiarach, wykonane całkowicie z wełny, których cechą charakterystyczną jest reliefowa powierzchnia. Tworzy ją wzór wykonany z wątku haftującego. Osnowę i wątek wiążący wykonuje się z jednobarwnej przędzy podwójnej lub potrójnej, a wątek haftujący z grubszej, wielobarwnej przędzy pojedynczej. Wątek haftujący przeplata się nad czterema nitkami osnowy w prawo, następnie pod dwiema w lewo, dalej nad czterema w prawo, pod dwiema w lewo itd. Wątkiem tym zapełnia się tylko miejsca tworzące wzór na tle płótna z osnowy i wątku wiążącego. Po każdym zapełnieniu wszystkich elementów wzoru wątkiem haftującym przerzuca się wątek wiążący
  - kilimy płochowe – dekoracyjne tkaniny o dość dużej grubości tkane przy użyciu grubo przędzionej wełny (wątek) na lnianej osnowie. Każdy wątek przybijany jest do krawędzi tkaniny, która tworzy linię prostą, płochą. Stosuje się tu kolorowe geometryczne wzory. We wzorach nie występują praktycznie linie krzywe. Każdy wzór to zbiór większych lub mniejszych kwadratów (kostek). Linie ukośne wzoru mają formę schodków. Schodki są tym bardziej widoczne im grubszy zastosowano wątek. Wzór tworzy barwny wątek, całkowicie przykrywający nitki osnowy
  - kilimy grzebyczkowe – gobeliny, wielobarwne obrazy, tworzone są najczęściej z półproduktów podobnych jak kilimy płochowe, ale zupełnie inną techniką. Wzór tworzy barwny wątek, całkowicie przykrywający nitki osnowy, co jest nadrzędną zasadą przy tworzeniu tego typu wyrobu. Jeśli we wszystkich typach tkanin wątek układa się poprzecznie wzdłuż linii prostej, to w gobelinie wątek jest układany w sposób pozornie chaotyczny, tworząc różne linie krzywe, tzw. pagórki. Dlatego do przybijania wątku używa się specjalnego ciężkiego grzebyka (stąd nazwa). Do wytwarzania gobelinów stosuje się wątek wełniany lub jedwabny, o różnej grubości, barwiony na wiele odcieni kolorów. Daje to możliwość uzyskania „barwnych obrazów”. Efekt podobny do grafiki rastrowej. W projektach gobelinów należy unikać długich linii pionowych, ponieważ pozostają wówczas nieprzewiązane nitki osnowy (dziury). Niektórzy twórcy pozostawiają takie dziury, traktując je jako dodatkowy efekt artystyczny, inni ręcznie zszywają je od lewej strony. Gobeliny wykonywane w średniowieczu, z cienkiej przędzy jedwabnej lub wełnianej, nazywano tapiseriami lub oponami. Tą samą techniką wykonane są również arrasy.

## Wykończenie tkanin

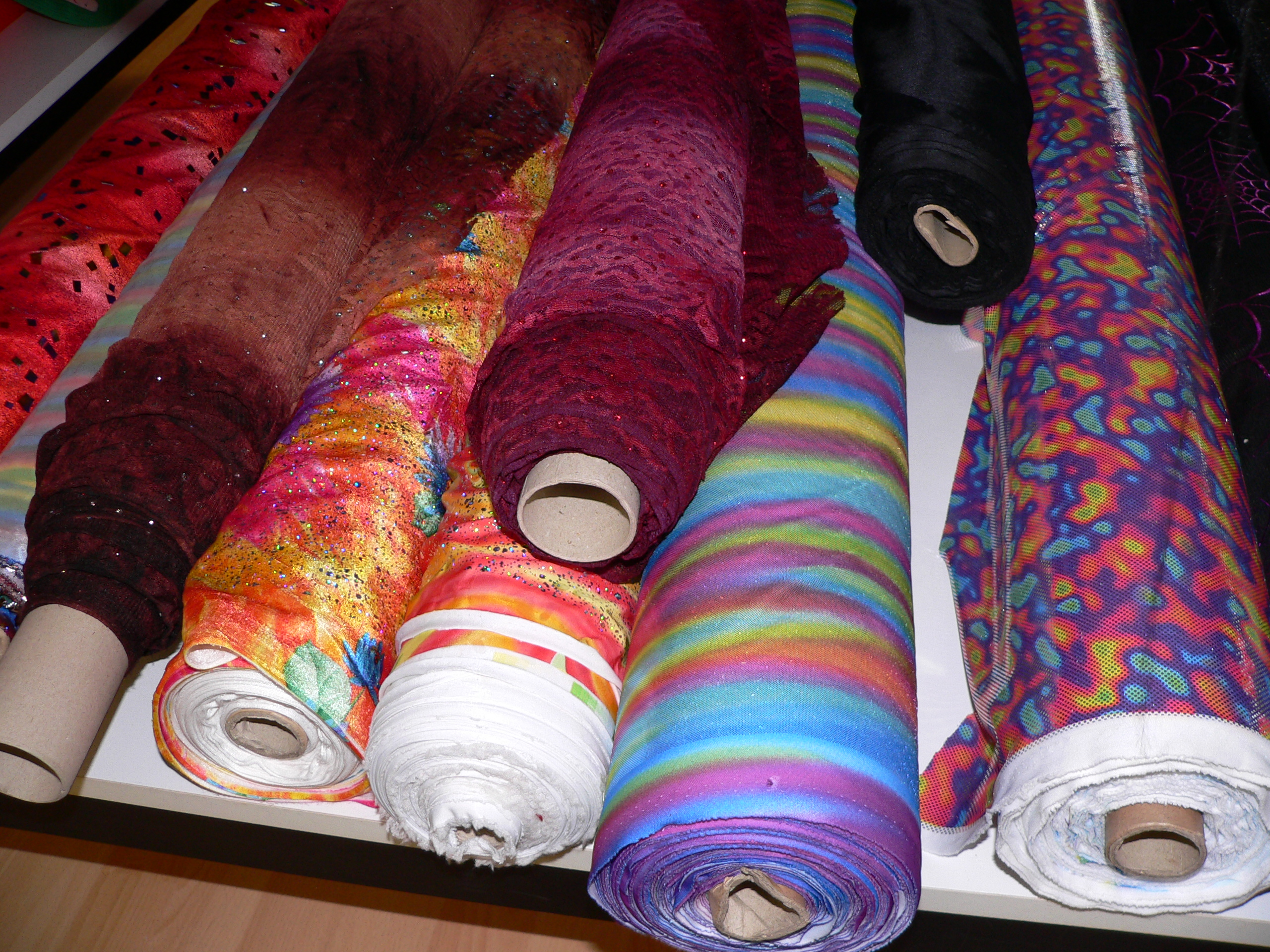
Tkaniny w belach przygotowane do sprzedaży

Wszystkie tkaniny, bez względu na to jak zostały wytworzone, muszą zostać poddane procesowi wykończenia. Polega on na usunięciu z powierzchni luźnych włókienek, praniu, czasem nakładaniu specjalnej apretury uszlachetniającej. W tym celu tkanina jest strzyżona lub opalana (usunięcie luźnych włókien), bielona (tkaniny lniane), prana, apreturowana (klejona), maglowana. Czasem w procesie wykończenia tkanina jest drapana (wytworzenie okrywy włosowej – welury drapane) lub barwiona.
Proces wytwarzania tkaniny kończy przeglądanie, klasyfikacja, dublowanie tkanin o szerokości powyżej 120 cm i belowanie tkaniny.
1. klasyfikacja – organoleptyczna ocena jakości tkaniny, zakwalifikowanie do jednej z klas jakościowych
2. dublowanie – złożenie tkaniny na połowę wzdłuż osnowy, w celu zmniejszenia wymiarów beli
3. belowanie – nawijanie tkaniny na specjalną „deskę” wykonaną z kilku płyt tektury falistej o szerokości ok. 25 do 30 cm i grubości ok. 15 mm lub kartonową rurę o średnicy 50 do 80 mm.

Niektórzy producenci konfekcjonują swoje wyroby. Polega to na cięciu, obrębieniu lub obszyciu brzegów, np. bielizna pościelowa, stołowa, koce, dywany, ręczniki, ścierki itp.

## Jakość tkanin
Mimo że często jesteśmy w stanie określić jakość tkaniny bazując na dotyku i wzroku, to jednak jest to dość subiektywna metoda. Istnieje specjalny test ISO 12947-2:2000 zwany również testem Martindale'a. Test bada wytrzymałość tapicerki na przetarcia za pomocą wełny czesankowej, która zataczając ósemki symuluje naturalny proces zużywania. Im wyższy wynik tym lepsza jakość tkaniny.